# مبدأ برنولي
في جريان الموائع، مبدأ برينولي ينص على أن ضغط المائع يقل عندما تزيد السرعة. وهو تعبير عن بقاء الطاقة في علم حركة السوائل، وينص على أن ضغط السائل يرتفع كلما انخفضت سرعته، وبالعكس ينخفض الضغط كلما ازدادت السرعة. وقد طوّر عالم الرياضيات السويسري دانيال بيرنولي هذا القانون في القرن الثامن عشر الميلادي وهي مشتقة من معضلة T

## تطبيقات على المبدأ

### رفع الطائرات
تستخدم قاعدة بيرنولي عند تصميم أجنحة الطائرات، حيث يصمم الجناح ليكون منحني عند سطحه العلوي وسطحه السفلي مستقيماً مما يجعل الهواء ينساب على السطح العلوي بسرعة أكبر من انسيابه على السطح السفلي للجناح، وبالتالي يكون ضغط الهواء أقل عند السطح العلوي بينما يزيد ضغط الهواء أسفل الجناح، ويؤدي ذلك إلى رفع الطائرة لأعلى.
وحيث أن القوة = المساحة × الضغط 
إذاً: ق (الرفع) = مساحة الجناحين × فرق الضغط
حيث أن فرق الضغط يحسب بهذا القانون = ½ ث (ع22 _ ع12)

### غير ذلك
لا يقتصر مبدأ بيرنولي على قوة الرفع في الطائرات كما ذكر اعلاه ولكنه إحدى تطبيقاته وكل تطبيق من التطبيقات له قانون مستقل وبعضهم يشتركون بنفس القانون
يمكن ذكر بعض التطبيقات على هذا المبدأ:
- ورقتين توضع بشكل موازي ومواجه للاخر بحيث تكون مساحه بسيطه فارغة بينهم ويتم النفخ في هذه المساحة وتلاحظ اقتراب الورقتين من بعضها البعض بسبب زياده سرعة المائع بينهما وقله الضغط أيضا.
- مقياس فينتوري ويستخدم لحساب تدفق السائل.
- قوة الرفع في الطائرة
- المرذاذ ويستخدم في بعض زجاجات العطور والمبيدات الحشريه وغيرها، مبدأ عمله: يعتمد على اندفاع الهواء من انبوب واسع إلى ضيق ينتج عنه زياده في السرعة ومن ثم ينخفض الضغط على سطح السائل فيندفع السائل على شكل رذاذ محمول.
- المازج في السيارات (الكاربوريتور) له نفس مبدأ عمل المرذاذ.

## معادلة بيرنولي
إذ ان مبدأ برنولي هو ((ضغط المائع المثالي يقل إذا زادت سرعته))
اما بالنسبة لمعادله برنولي ((مجموع الضغط والطاقة الحركيه وطاقه الوضع لوحدة الحجوم يساوي مقدارا ثابتا))

### الصيغة الرياضية
ض1_ض2= ½ث (ع22 _ ع21)+ جـ ث (ف2 _ ف1)
ويستخدم هذا القانون في الأنابيب لحساب أي من المجاهيل في السؤال وتعويض المعطيات في القانون
حيث ان:
ض1 : ضغط المنخفض عند الدخول
ض2 : ضغط المنخفض عند الخروج
ث:كثافة المائع
جـ:الجاذبية الأرضية وهي 9,81 أو 10، ولكن هي متغيرة حسب الظروف المكانية ولكن المتعارف عليه العدد الأول.
ف1 : ارتفاع مقطع الدخول عن سطح الأرض
ف2 : ارتفاع مقطع الخروج عن سطح الارض
ع1 : السرعة عند مقطع الدخول
ع2 : السرعة عند مقطع الخروج
ملاحظه : إذا كان الانبوب بشكل افقي (ف1=ف2) فإن شكل المعادلة يتغير في جزئية الارتفاع فتصبح المعادلة على الشكل الآتي:
ض1_ض2= ½ث (ع22 _ ع21)